# 578年
| 千纪： | 1千纪 |
| 世纪： | 5世纪 \| 6世纪 \| 7世纪                                                                                              |
| 年代： | 540年代 \| 550年代 \| 560年代 \| 570年代 \| 580年代 \| 590年代 \| 600年代                                            |
| 年份： | 573年 \| 574年 \| 575年 \| 576年 \| 577年 \| 578年 \| 579年 \| 580年 \| 581年 \| 582年 \| 583年                      |
| 纪年： | 戊戌年（狗年）；高昌延昌十八年；西梁天保十七年；南朝陳太建十年；北周建德七年，宣政元年；高绍义武平九年；新罗鴻濟七年 |

## 大事记
- 宇文贇繼位北周皇帝，是為北周宣帝。
- 提比略二世繼位拜占庭帝國皇帝。
- 现存世上最古老的家族企业金刚组成立。

## 逝世
- 宇文邕，北周武帝（543年出生，35岁）
- 查士丁二世，拜占庭帝國皇帝。